# 한강
한강(漢江, 영어: Hangang 또는 Hangang River)은 대한민국 강원특별자치도 태백시에서 시작하여 한반도 중부를 동에서 서로 통과해 황해로 유입되는 한국의 주요 하천이다. 태백산맥의 금대봉 정상부 북쪽 비탈에서 발원하여 강화해협 부근의 어귀로 흘러가는 물줄기를 본류로 한다. 대한민국의 관찬 자료집인 《한국하천일람》 2013년 판에 따르면 본류 총연장은 494km 남짓이다.
한강 본류는 경기, 관동, 해서, 호서 등 네 지방에 걸쳐 북한강과 임진강을 위시한 수백 개의 지류를 거느리고 있으며, 이 지류들을 기반으로 한강 수계는 한국을 지나는 모든 하천 수계망 중 두 번째로 넓은 빗물받이를 가졌다. 길이로는 압록강, 두만강, 낙동강 등에 이어 한반도에서 네 번째와 대한민국에서 두 번째로 길다. 유역면적은 26,018km2이며 직할하천 15개 하천연장 813.0km, 지방하천 12개 하천연장 553.0km, 준용하천 678개 하천연장 5,890km로 총 하천 705개 하천 연장 7,256km로 구성되어 있다.

## 구간

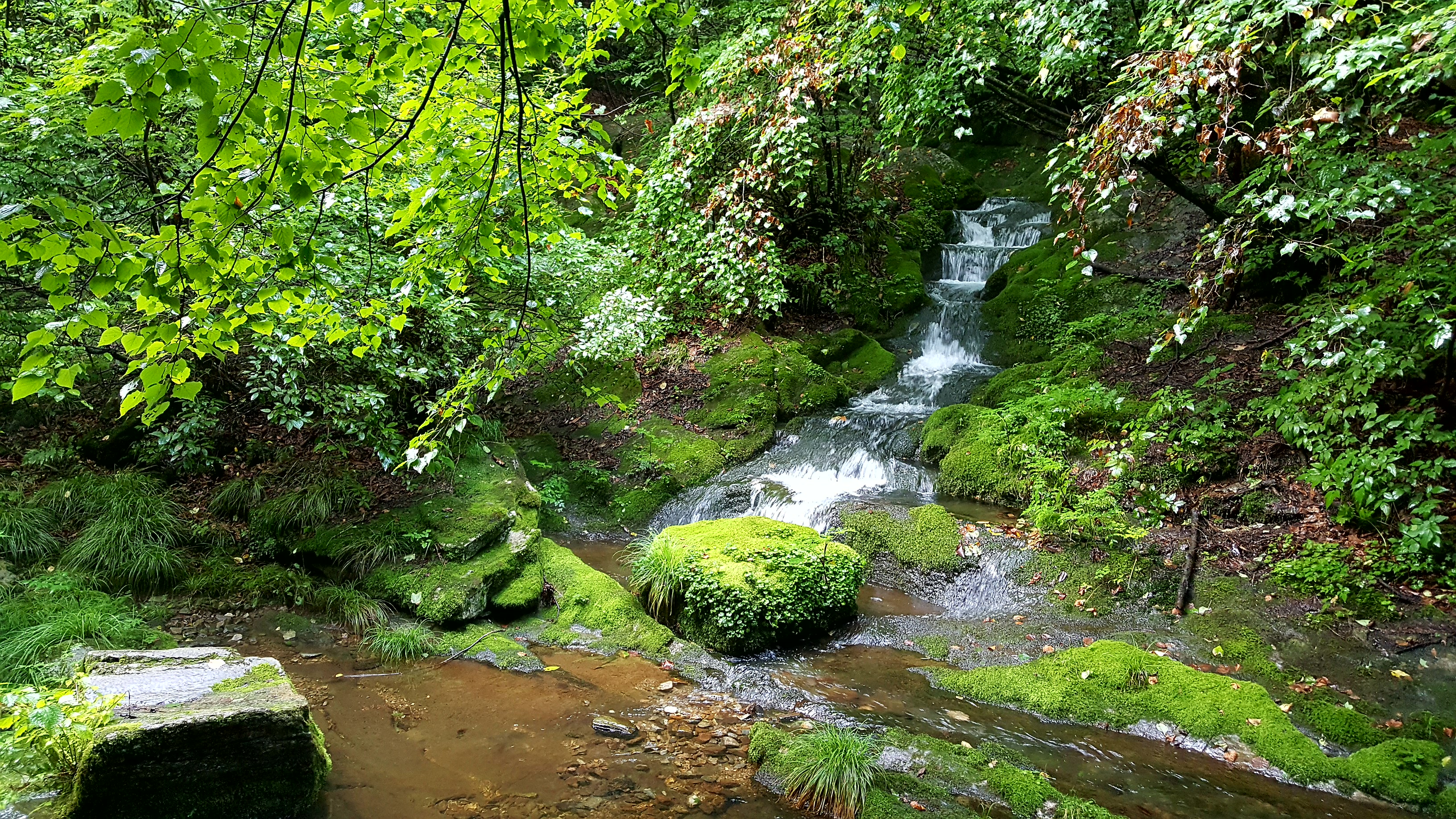
검룡소

같은 한강 본류 중에서도 특정 구간만을 따로 떼어 다른 이름으로 부르기도 한다. 이런 경우 그 지역의 큼직한 합수머리를 기준으로 구간을 나눈 경우가 많다. 한강의 최상류 발원천은 금대봉 북쪽 정상부의 고목나무샘 (태백시 창죽동)에서 발원하며, 이 물줄기는 금대봉골이라는 골짜기를 타고 산 중턱에 위치한 유명한 샘인 검룡소 (태백시 창죽동)까지 흘러내려온다. 한편 태백시청은 비록 검룡소가 고목나무샘보다 하류에 있긴 하나 금대봉골 유로 상에서 제일 큰 샘이라는 점을 들어, 검룡소가 한강의 발원지라고 홍보하고 있다.
한강이 충분히 커져 법적인 의미의 '하천'으로써 관리되기 시작하는 기점은 태백시 상사미동의 디디기벌 인근에 있으며, 여기서부터 아우라지로 유명한 송천 합류점 (정선군 여량면 여량리)까지의 구간을 골지천(骨只川)이라 한다. 이어 송천 합류점에서부터 동대천 합류점 (정선군 정선읍 가수리)까지의 구간은 조양강(朝陽江), 동대천 합류점에서부터 평창강 합류점 (영월군 영월읍 하송리)까지는 동강(東江), 평창강 합류점에서부터 북한강 합류점(양평군 양서면 양수리) 까지의 구간은 남한강(南漢江)이라 일컫는다. 끝으로 임진강 합류점 (파주시 탄현면 성동리)에서부터 어귀까지는 조강(祖江)이라 한다.

## 한강의 역사

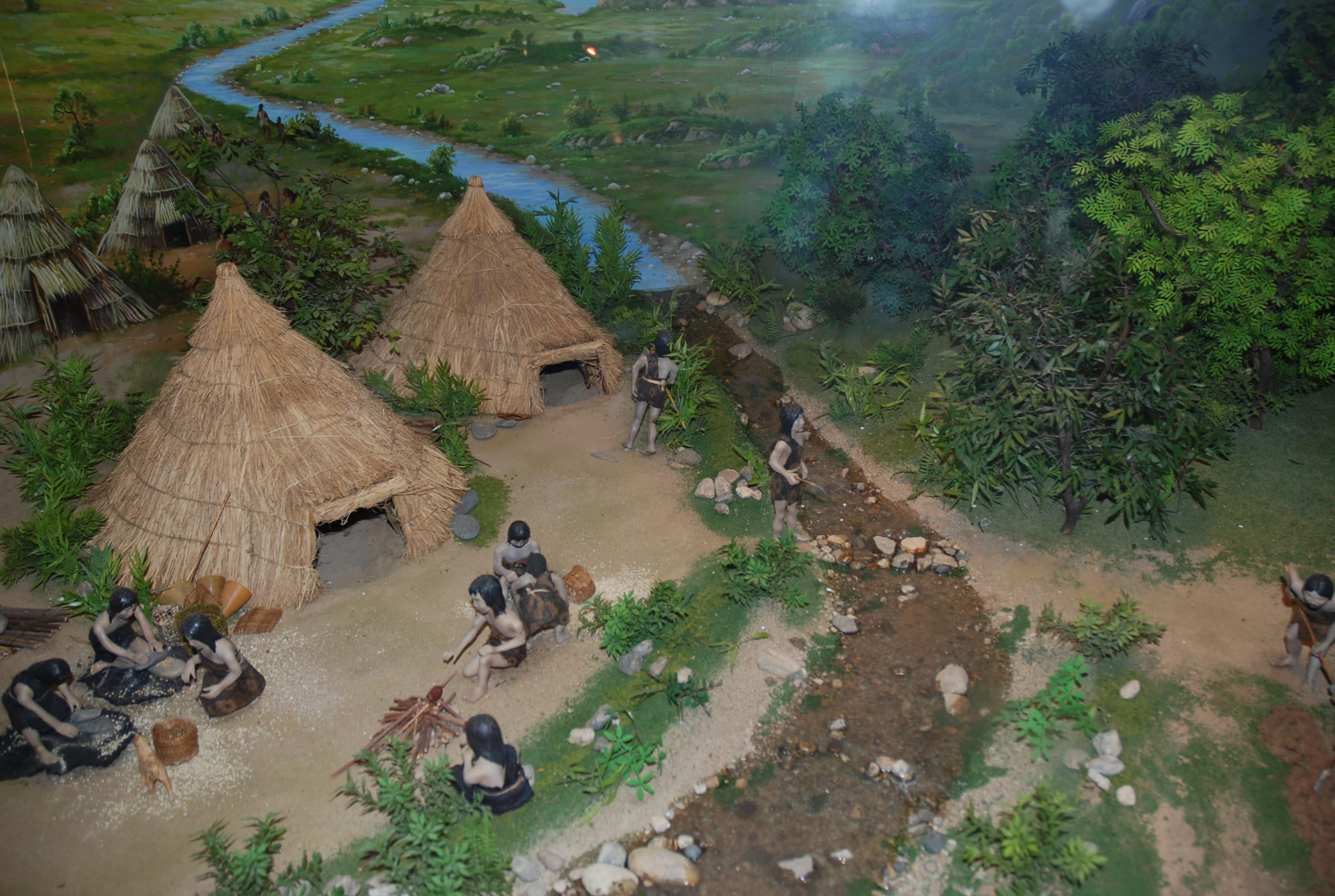
암사동 선사유적지

### 고대와 중세
구석기 시대부터 한강 유역에 사람들이 살기 시작했다. 포전리 점말 동굴과 단양군 애곡리 수양개 선사유적지가 한강의 대표적인 구석기 유적이다. 신석기 시대에는 본격적으로 사람들이 거주하기 시작했으며, 특히 을축년 대홍수 때 서울특별시 강동구 암사동 선사유적지에서 신석기 유적이 발견되었다.
청동기 시대를 지나  백제를 비롯한 마한의 몇몇 소국이 한강에 자리를 잡았고, 그 중 하남 위례성에 도읍한 백제가 한강 일대를 차지하였고, 이후에는 고구려가 한강을 차지한다. 진흥왕 때에 신라는 한강을 차지한다. 이처럼 한강 유역을 소유하면 나라가 번영했다는 것에서 한강이 한반도에서 지리·인구·외교 등에서 훌륭한 조건을 갖추고 있었음을 알 수 있다.
고구려는 한강을 '아리수', 백제는 '욱리하'라 했다. 신라는 한강의 상류를 '이하', 하류를 '왕봉하'라 하였다.삼국사기에 의하면 이때 한강을 '북독'이라고 했다.
고려 시대에는 한강 유역 대부분을 양광도가, 그리고 북한강 유역은 교주도가 관할했고, 지방 3경 중 하나인 남경과 12목 중 광주목·충주목·청주목이 있었다. 당시 한강은 물줄기가 맑게 뻗어 내린다 하여 '열수'라 했고, 모래가 많아 '사평도', '사리진'이라고도 불렀다.
고려가 멸망하고 건국된 조선은 한강 유역의 한양에 도읍을 정했다. 한양으로 천도한 이유는 한강의 수운 조건과 풍수지리설의 영향 그리고 정치적 배경 때문인데, 당시에 한강이 교통이 편리하고 지리적으로도 좋은 곳이었음을 알 수 있다. 한양의 경창은 조세로 징수한 미곡과 포백을 운송하는 조운제도의 중심이 되었고, 9개의 조창 중에서 충주의 가흥창·원주의 흥원창·춘천의 소양강창 총 3개소가 한강 중류와 상류에 있었다. 한양 근처의 한강은 '경강'이라 했는데 조운을 통해 경강에 많은 상인이 모이며 하나의 경제권이 형성되었다. 이에 영향을 받은 것으로 보이는 '서울 강'(Seoul river)이라는 표현이 외국 문헌에 나오기도 한다. 그리고 한강 곳곳에 진을 설치하고 수비하게 하였다.

### 근대와 현대

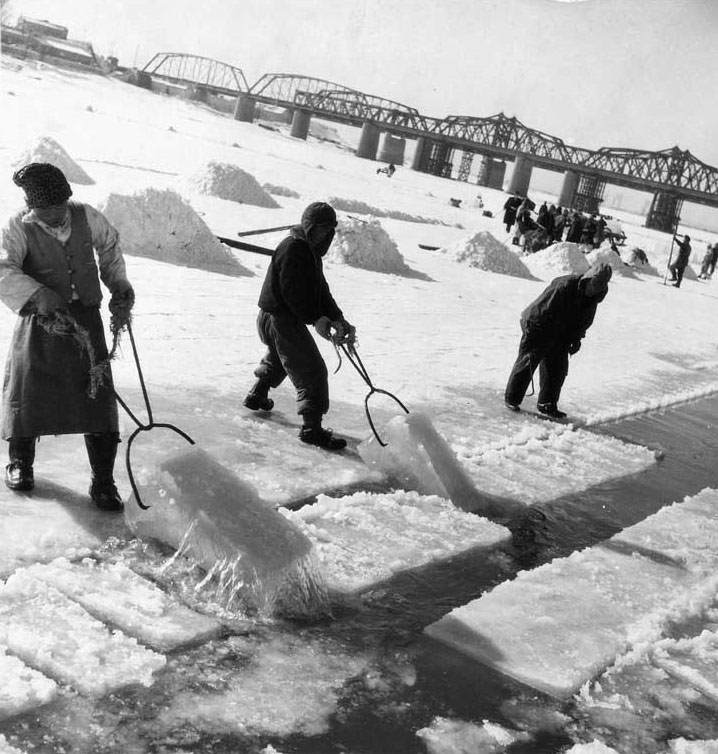
1957년 2월 한강 채빙 작업

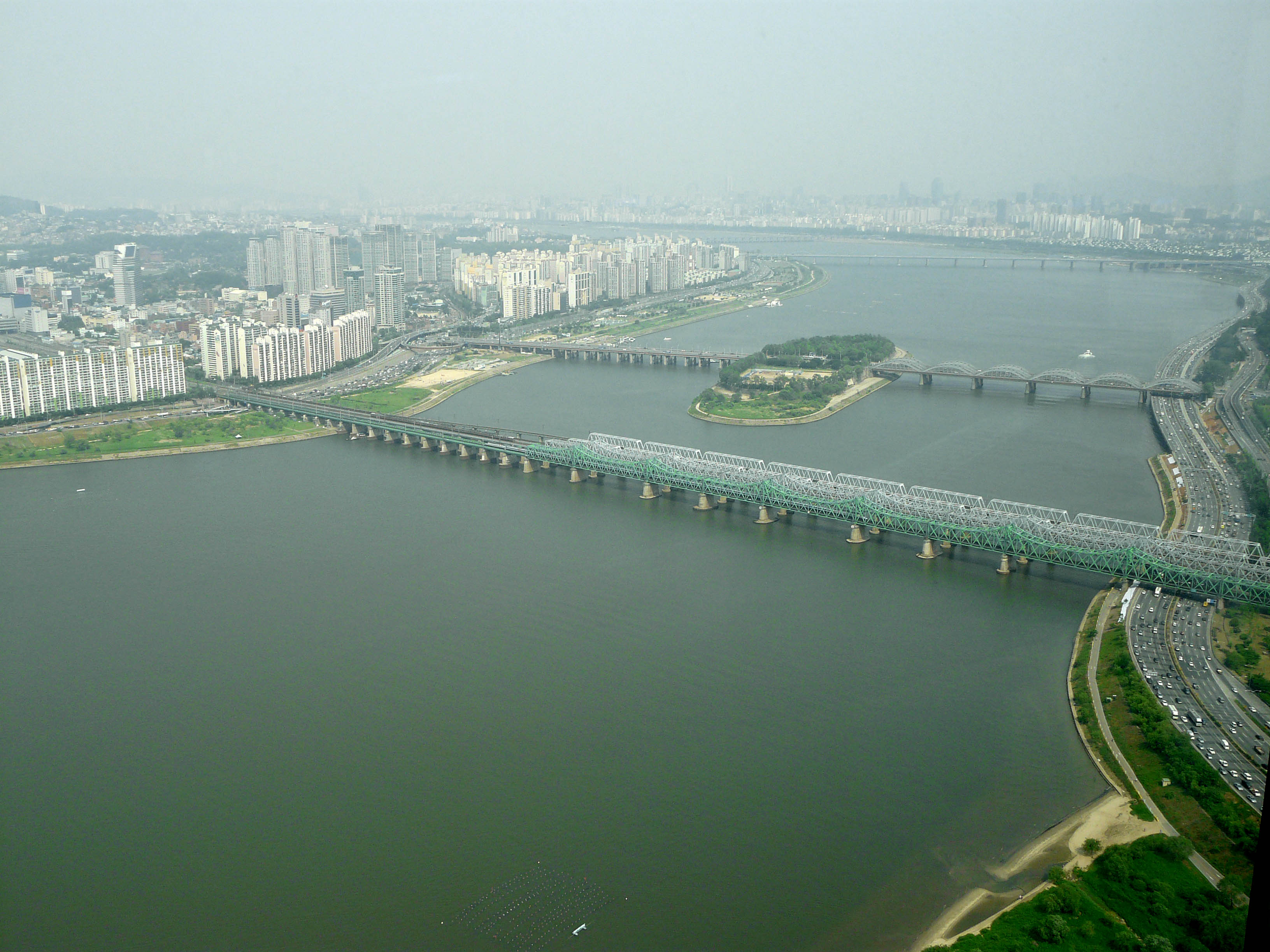
한강철교와 한강대교

조선 말에는 프랑스와 미국이 한강과 강화도에 침입했고, 개항을 한 후에는 증기선이 한강에서 운항하기도 하였다. 1900년에는 한국 최초의 근대식 철교인 한강철교가 완공되었고, 1916년에는 최초의 인도교가 가설되었다. 1912년, 1920년, 1925년에는 큰 홍수가 났었는데, 특히 1925년의 을축년 대홍수로 인해 한강 유역이 수몰되는 등의 큰 피해를 입었다.
광복 후에는 한국 전쟁 때 한강철교와 인도교가 파괴되었고, 이후 재건되었다. 1970년에는 잠실지역의 하중도를 육지로 만드는 공사가 시작되어 육지와 연결됐고, 잠실지역이 개발되었다. 이 과정에서 남류하던 흐름을 끊으면서 하적호인 석촌호수가 생겨났다.
근대화·산업화로 당시 한강의 수질은 심각하게 악화되었다. 이에 한강종합개발사업을 통해 공원을 조성하고 올림픽대로가 만들어지고 수질을 개선시켰다. 이후 수위를 유지하기 위한 수중보인 잠실보와 신곡보가 건설되었다.
2007년에 서울시는 한강 르네상스 프로젝트를 발표했다. 이에 따라 한강에서 수상택시 운영이 이뤄지고 있고, 공원 조성사업으로 한강공원의 개발사업 등이 이뤄지고 있다.
2010년대 정부에서는 한강에 경인운하·한반도 대운하 등을 건설하여 수운을 이용한 교통체계를 마련하려고 하나, 효율성 등에서 문제가 제기되고 있다.
또한, 2020년 여름에는 집중호우와 팔당댐 방류로 인해 한강의 수위가 높아지면서 각종 피해가 발생하고 있다한강에 한(韓)은 삼한을 가리키는 한(韓)이며 "왕","우두머리" 또는 "크다" 라는 뜻이다. 글자가 없던 시절에 한자 발음을 차용하여 "한"을 표현하기위해 한강(漢江)이라고 표기하였다. 한강이 흐르고 있기 때문에 근처 지역을 백제 때는 한성이라고 불렀고 조선시대 때는 한양이라고 불렀으며 조선의 수도 역할을 하였다. 고구려가 한강을 불렀던 이름인 '아리수'의 '아리'와 백제가 한강을 불렀던 이름인 '욱리하'
의 '욱리'는 같은 어원을 가진 말을 한자의 음을 빌려 표기하는 과정에서 생긴 차이로 보인다. 현재 한국어의 '으리으리하다'의 '으리'와 같은 어원으로서 '크다'의 뜻을 가진 것으로 추측되는데, 이는 한강의 '한' 역시 크다(우두머리)는 뜻이므로 가능성이없는 주장이다. 한자로 된 우리 지명도 그 어원은 대부분 순우리말인 경우가 많다.
한강의 이름은 그 지역에 따라 다른 경우가 많은데, 송파 부근의 한강을 송파강이라 하던 것이 그 대표적인 예이다. 특히나 그 지역은 예전에는 섬이었기 때문에 더더욱 구분하며 부른 것으로 보인다. 한강을 부르는 이름은 모든 지류를 통틀어 말하거나 양수리와 한강 하구 사이의 한강 본류를 일컫는 경우가 많다.
한강을 기록한 문헌은 삼국사기·동국여지승람·연려실기술·세종실록지리지·고려사지리지·팔도지리지·택리지 등이다.
영어 명칭은 Hangang River이다.

## 지형과 지질
한강 유역은 주로 산계가 북동쪽에서 남서쪽으로 향하고 있으며, 해발 300m에서 500m 사이 높이의 산이 주로 분포한 저산성 구릉지에 속한다. 한강의 지류들은 보통 수지상 하계망을 이루지만 가평·춘천 등지의 경춘가도 부근 등에는 단층에 의한 직각상 하계망이 발달해 있다.
한강 유역의 대부분은 경기 지괴 지역에 속하며, 남한강 일부는 옥천 지향사대에 속한다. 화성활동으로 북한산부터 철원 사이의 광주산맥 부근과 관악산에는 화강암 저반이 발달하였다. 양수리부터 하류 사이의 서울 지역은 연천계 편암과 편마암 그리고 중생대 말기의 불국사 화강암으로 구성되어 있다. 한강 남쪽에서부터 동북 쪽으로는 준편마암류와 편암류의 암석이 넓게 분포하고 있으며, 남한강을 비롯한 차령산맥 부근은 화강암이 발달했는데, 불국사 화강암과 함께 쥐라기의 대보화강암이 옥천지향사대를 중심으로 널리 퍼져있다.
충적층은 한강의 상류에서 평균 5.29m, 중류에서 5.97m, 하류에서 6.95m의 두께로 나타났다.

## 지류
한강에는 다른 곳에서 온 많은 하천들이 합쳐져 흘러 들어온다. 발원지부터 한강 하구까지 국가하천 19개, 지방1급 하천 15개, 지방2급하천 886개를 합쳐 총 920여개의 하천으로 이루어져 있다. 남한강은 한강의 본류이며, 북한강은 경기도 양평군의 양수리에서 한강으로 흘러들어가게 된다. 한강의 주요 지류는 다음과 같다.

### 발원지~양수리까지의 구간
- 골지천(한강의 발원천이다.)
  - 하일천
  - 임계천
  - 송천
- 오대천
- 어천
- 지장천
- 석항천
- 평창강*
  - 속사천
  - 흥정천
  - 대화천
  - 계촌천
  - 주천강
  - 쌍용천
  - 문곡천
- 옥동천
- 어곡천
- 매포천
- 죽령천
- 단양천
- 제천천
  - 장평천
  - 원서천
- 광천
- 동달천
- 달천*
  - 음성천
  - 요도천
- 한포천
- 섬강*
  - 금계천
  - 전천
  - 원주천*
  - 일리천
  - 서곡천
- 청미천*
- 금당천
- 양화천
- 복하천*
- 흑천
- 북한강*

### 양수리 이후의 구간

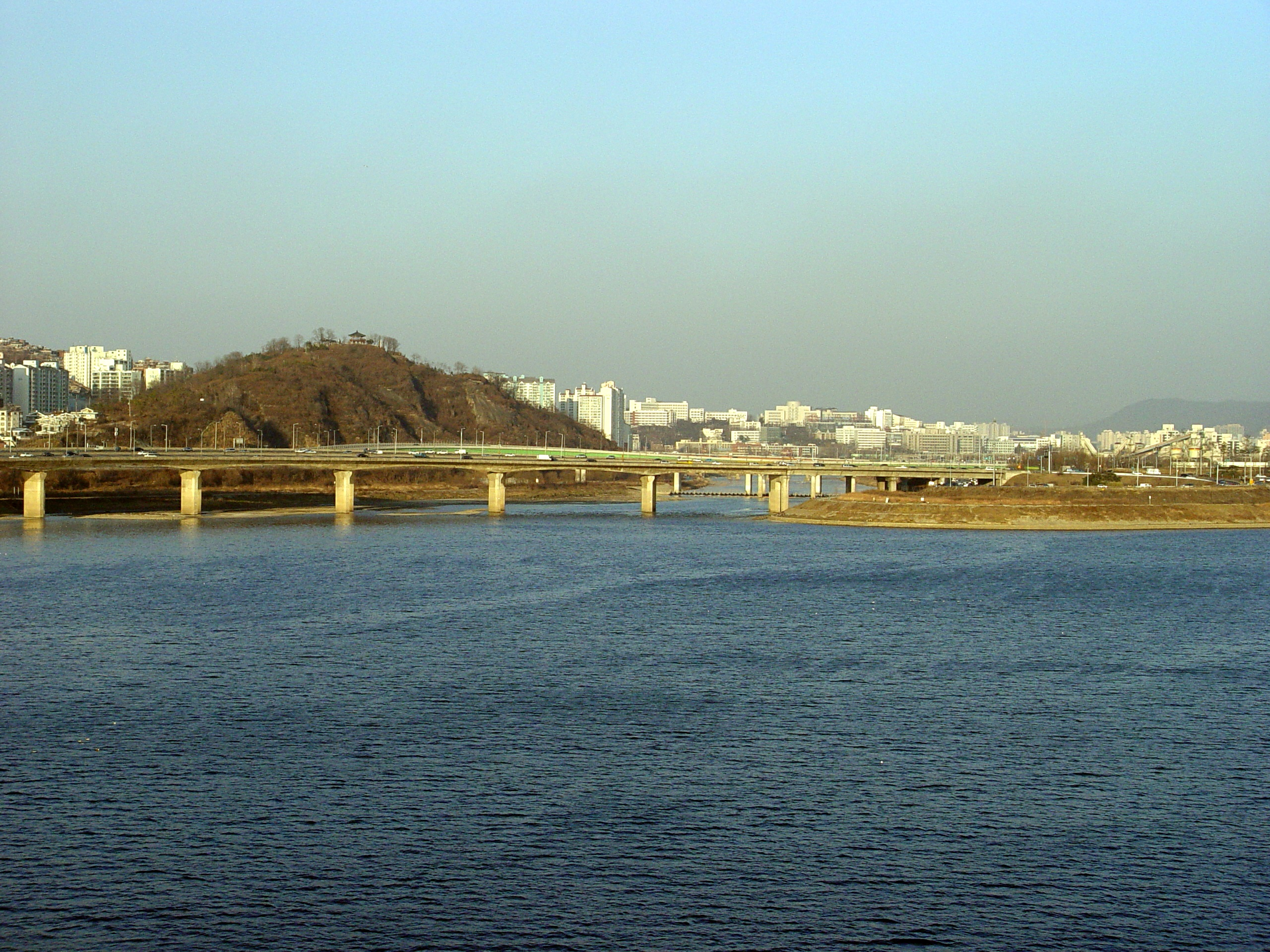
중랑천과 한강이 만나는 지점

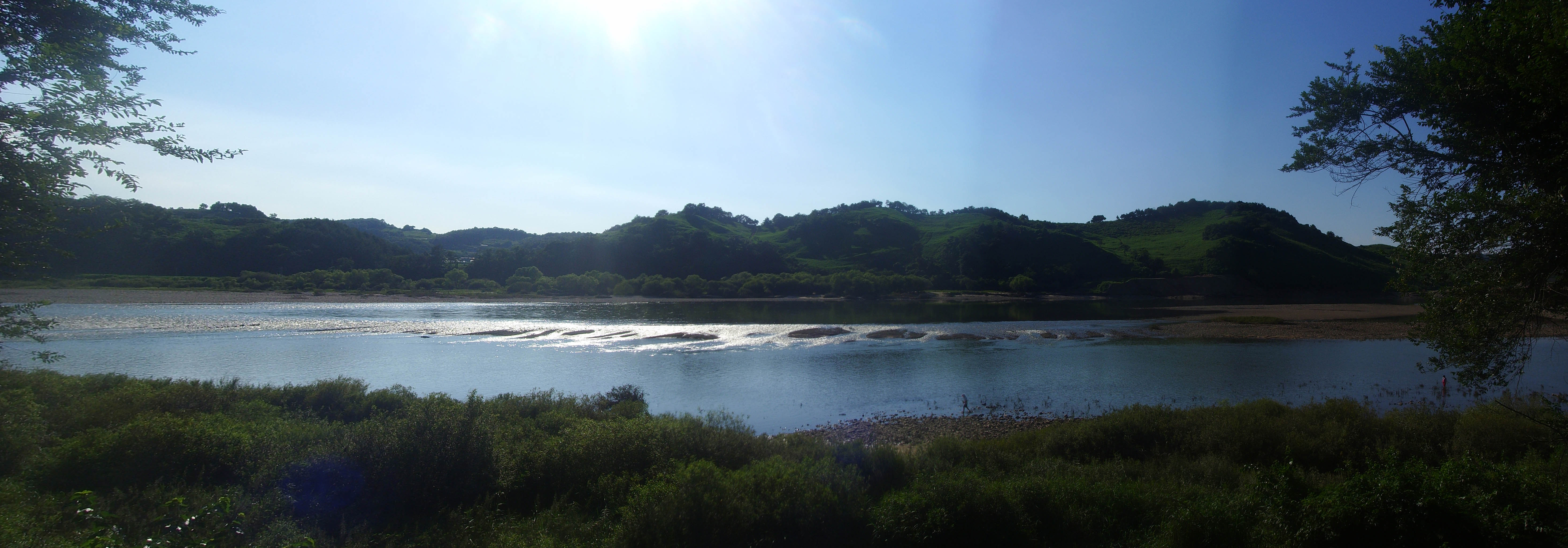
임진강

경기도 동부 합류
- 정암천
- 경안천*
  - 오산천
  - 곤지암천
  - 번천
  - 우산천
- 산곡천
- 월문천
- 왕숙천
  - 사릉천
  - 용암천

서울특별시 합류
- 고덕천
- 성내천
- 탄천
  - 양재천
- 중랑천*
  - 부용천
  - 우이천
  - 청계천
- 반포천
- 홍제천
  - 불광천
- 안양천*
  - 목감천
  - 도림천
    - 대방천
    - 봉천천

경기도 서부 합류
- 창릉천
- 굴포천
- 계양천
- 봉성포천
- 장월평천
- 공릉천*
- 임진강*
  - 마거천
  - 황공천
  - 한탄강
  - 간파천
  - 사미천
  - 눌노천
  - 문산천*

* 국가하천으로 지정된 지류

## 교통

### 두물머리 이후 구간의 교량
1960년대부터 오늘날까지 한강을 가로지르는 여러 교량이 건설되었다. 북한강과 남한강이 만나는 지점부터 황해에 유입되는 지점 사이에 위치한 교량은 모두 32개이다. 대부분이 자정과 오전 1시까지 야간 조명을 밝힌다. 강 하류에서 상류 순으로 다음과 같다.
경기도 서부
- 일산대교 (2008년)
- 김포대교 (1997년, 수도권제1순환고속도로)

서울특별시권역

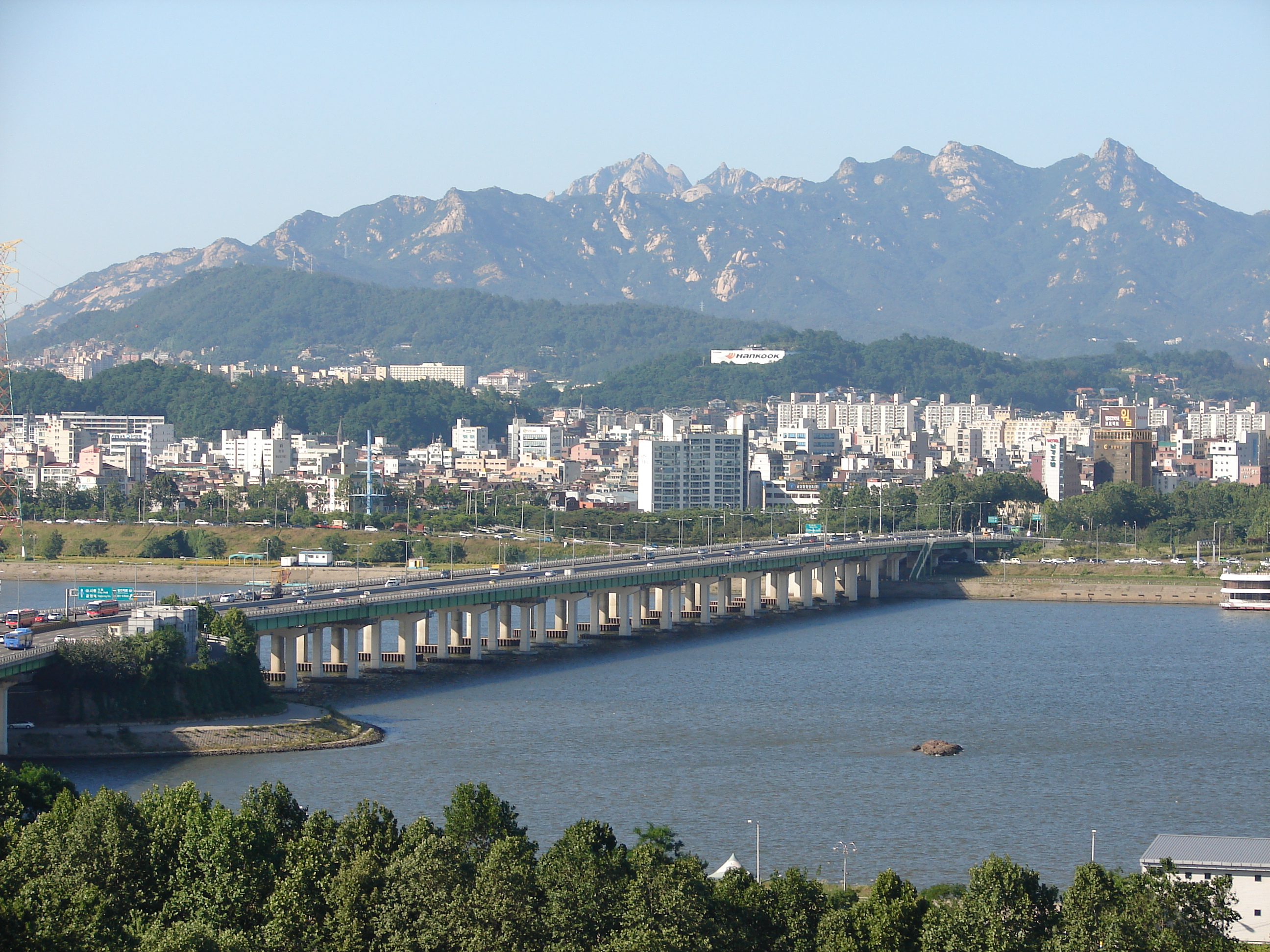
양화대교

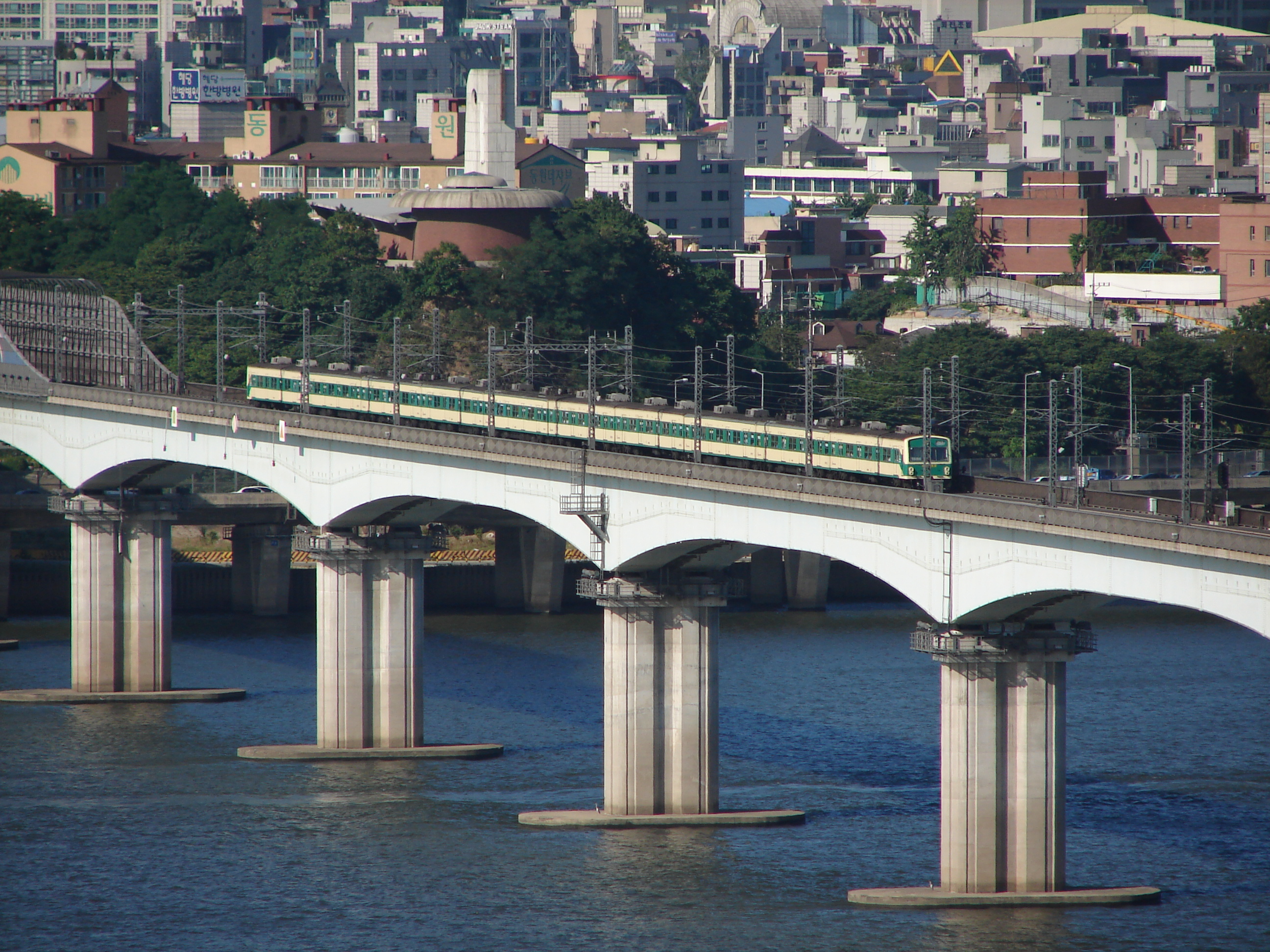
당산철교

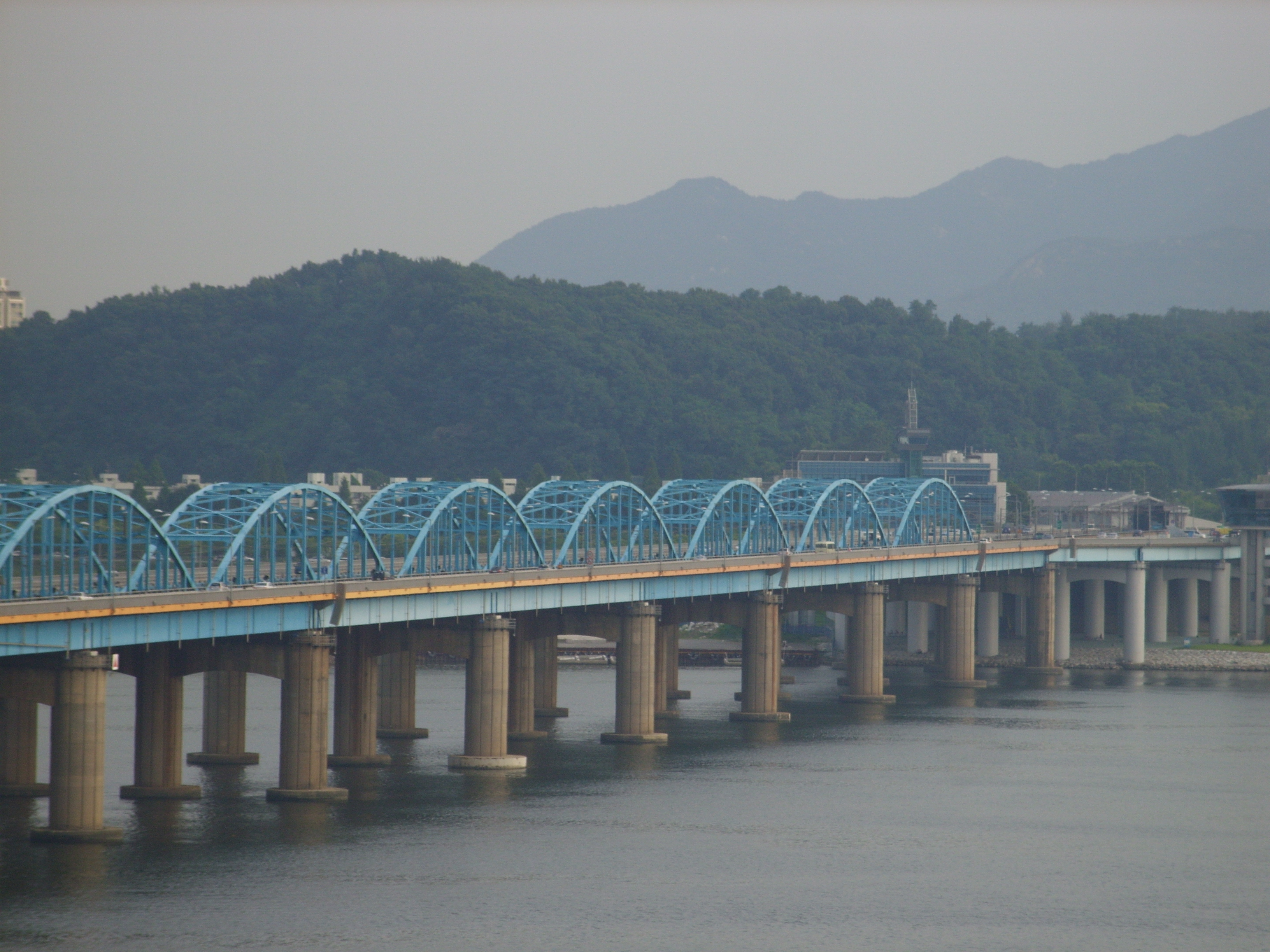
동작대교

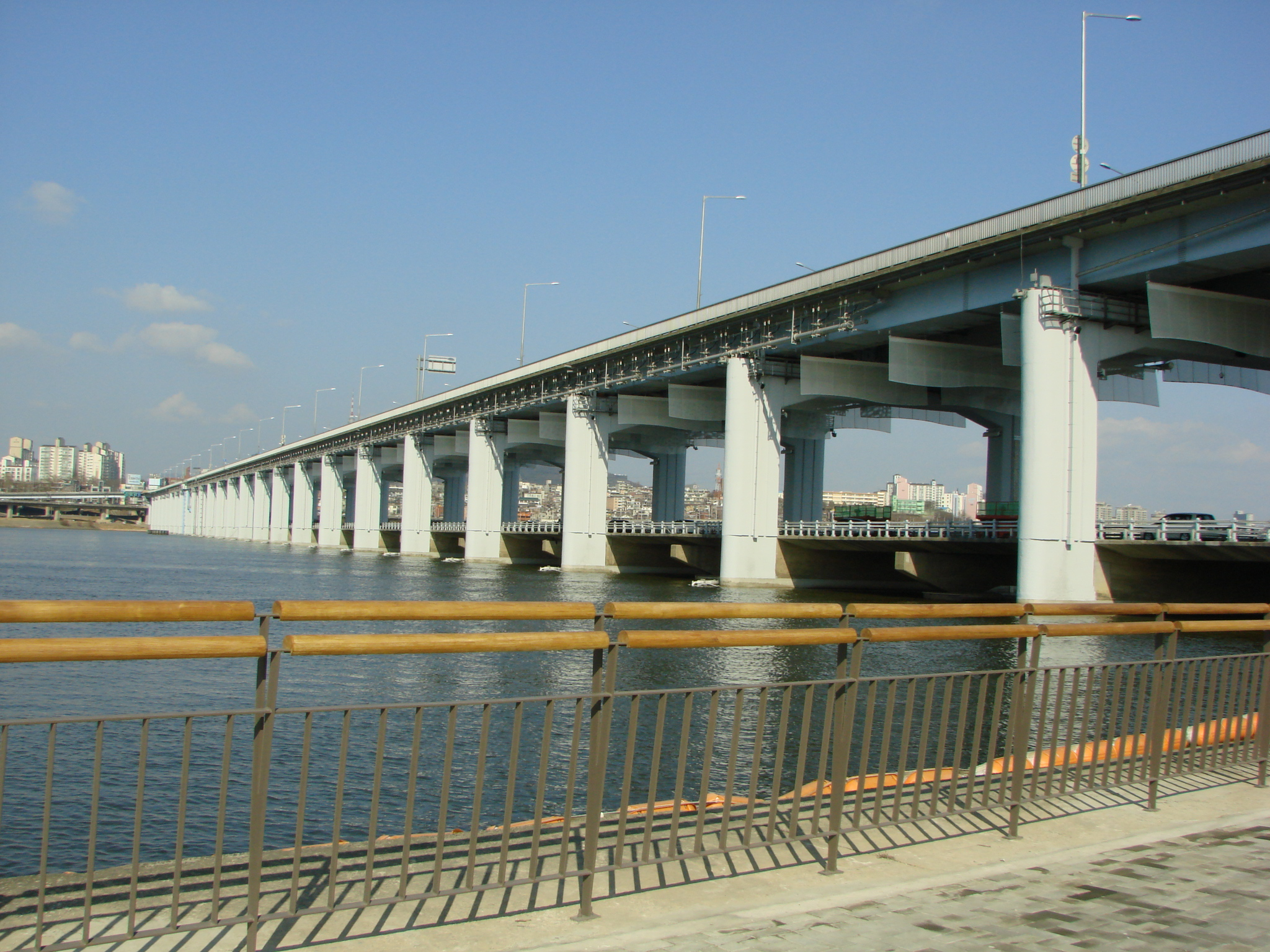
반포대교와 잠수교

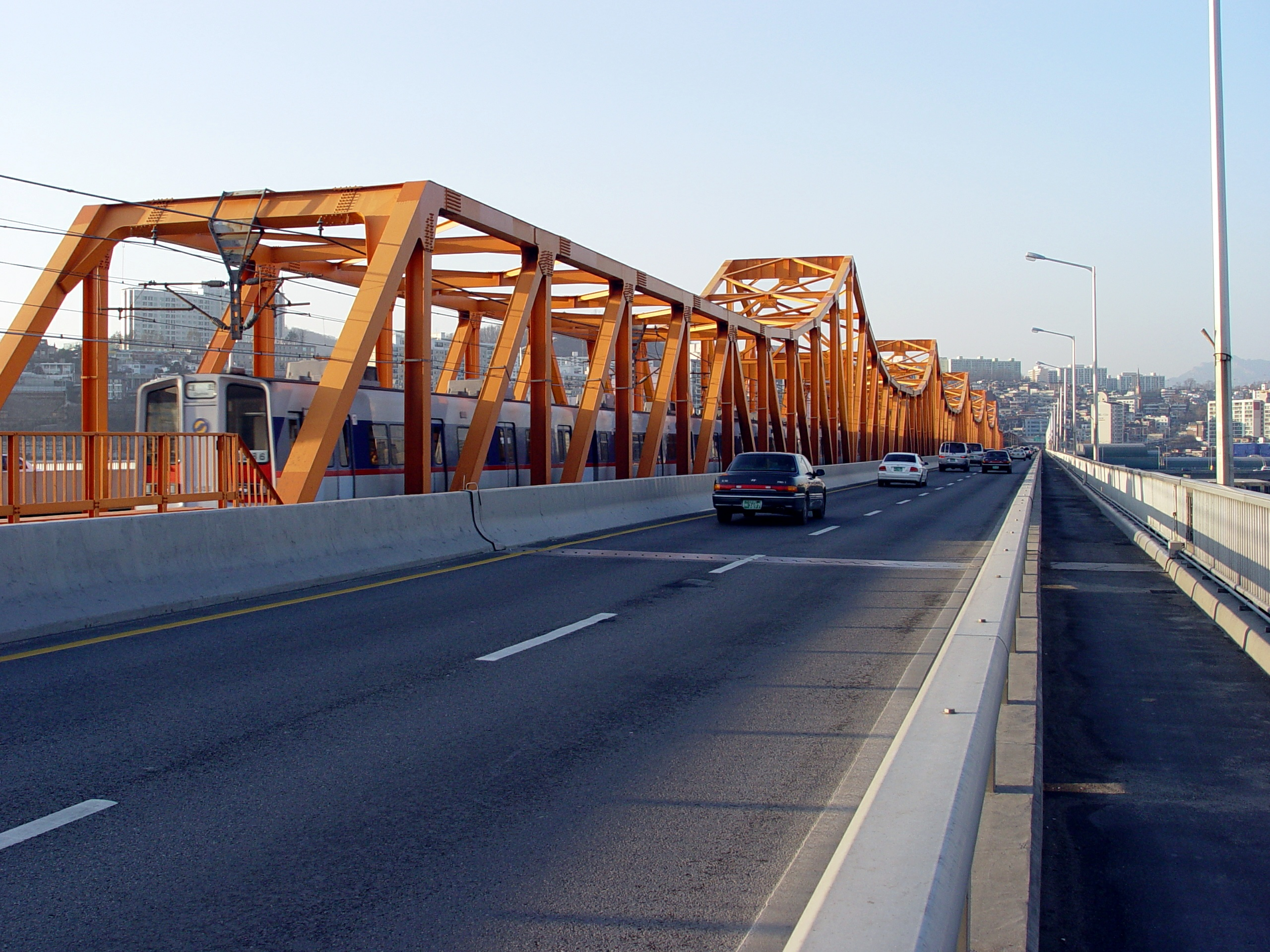
동호대교

- 행주대교 (1978년-구행주대교, 2000년-신행주대교)
- 방화대교 (2000년, 인천국제공항고속도로)
- 마곡대교 (2010년, ● 인천국제공항철도)
- 가양대교 (2002년)
- 월드컵대교 (2021년)
- 성산대교 (1980년)
- 양화대교 (1965년, 제2한강교)
- 당산철교 (1983년, ● 서울 지하철 2호선)
- 서강대교 (1996년)
- 마포대교 (1970년)
- 원효대교 (1981년)
- 한강철교 (1900년, ● 수도권 전철 1호선)
- 한강대교 (1917년, 제1한강교)
- 동작대교 (1984년, ● 수도권 전철 4호선)
- 반포대교 (1982년)
- 잠수교 (1976년)
- 한남대교 (1969년, 제3한강교)
- 동호대교 (1985년, ● 수도권 전철 3호선)
- 성수대교 (1979년-구성수대교, 1997년-신성수대교)
- 영동대교 (1973년)
- 청담대교 (2001년, ● 서울 지하철 7호선)
- 잠실대교 (1972년)
- 잠실철교 (1979년, ● 서울 지하철 2호선)
- 올림픽대교 (1989년)
- 천호대교 (1976년)
- 광진교 (1936년-구광진교, 2005년-신광진교)
- 구리암사대교 (2014년)
- 고덕토평대교 (2025년, 세종포천고속도로)
- 강동대교 (1991년, 수도권제1순환고속도로)

경기도 동부
- 미사대교 (2009년, 서울양양고속도로)
- 팔당대교 (1995년)
- 팔당댐 관리교 (1974년, 제한통행: 주말 및 휴일 전일 18시 ~ 휴일 24시까지 한시적, 소형승용차만 통행 가능)

한강을 가로지르는 횡단 교량이 아니라 강변을 통과하는 종단 교량이 있다.
- 서호교 (강 북단, 강변북로)
- 아차산대교 (강 북단, 강변북로)
- 덕소강변대교 (강 북단)
- 노량대교 (강 남단, 올림픽대로)
- 배알미대교 (강 남단)

여의도 남단을 통과하는 한강의 샛강에는 세 개의 교량이 있다. (강이 하류 ~ 상류 순으로 나열)
- 여의 2교
- 서울교
- 여의교

강 내부의 하중도와 육지를 연결하는 교량이 있다.
- 선유교[28]
- 서래1교[29]
- 서래2교[30]
- 서래3교[31]

### 도로 및 지하철
서울에서 한강의 북쪽과 남쪽에는 각각 강변북로와 올림픽대로가 건설되어 있다. 1호선, 2호선, 3호선, 4호선, 7호선, 인천국제공항철도 등은 철교를 5호선과 분당선,서해선, 8호선은 하저터널을 통해 한강 본류를 관통하고 경의중앙선은 북한강을 철교로 가로지른다. 이외의 지하철 노선들은 한강 본류를 관통하지 않지만 신분당선은 한강 본류를 관통할 예정이다.
2025년 3월 서울특별시의 한강버스가 마곡에서 잠실 까지 지나 갈 예정이다.

## 한강시민공원
한강을 옛날과 같이 깨끗한 강으로 되살리자는 목표로 1982년부터 현재까지 서울지역 41.5km의 구간(강일동-개화동)을 살아있는 강으로 변화시킨 공원이다. 아울러 강변에 시민 휴식공원과 축구장·배구장·농구장·수영장 등 각종 체육시설과 수상스키장·요트장·보트장·낚시터·주차장 등을 갖추어, 시민들이 오락·휴양지로 이용할 수 있게 했다. 그 밖에 자전거 도로 및 산책로가 한강을 따라 개설되었으며 한강 접근을 쉽게 하기 위해 주요다리에 승강기가 설치되고 있다. 또한 6개의 교량에는 한강전망카페가 설치되어있다.

## 갤러리

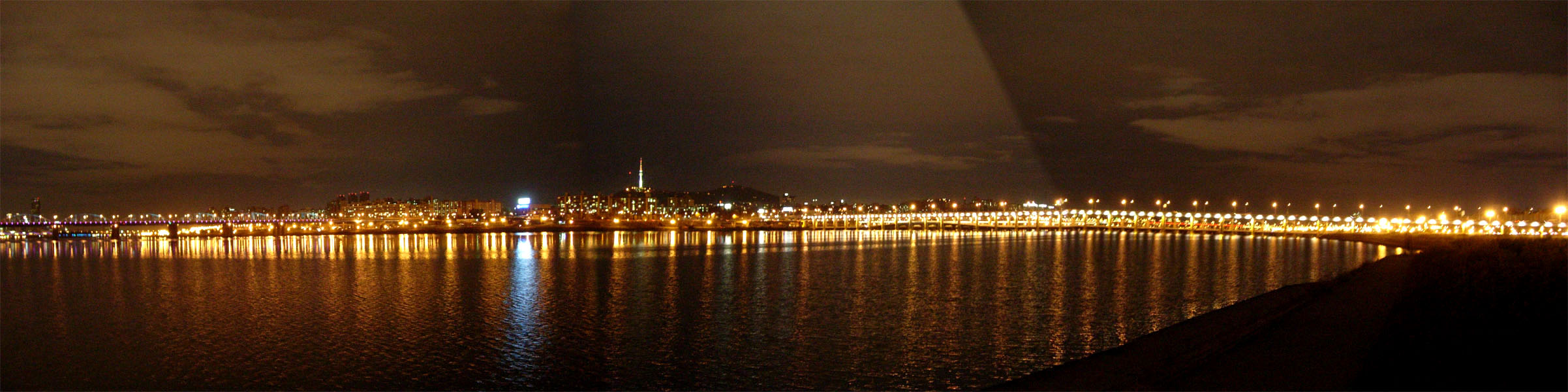
한강의 야경
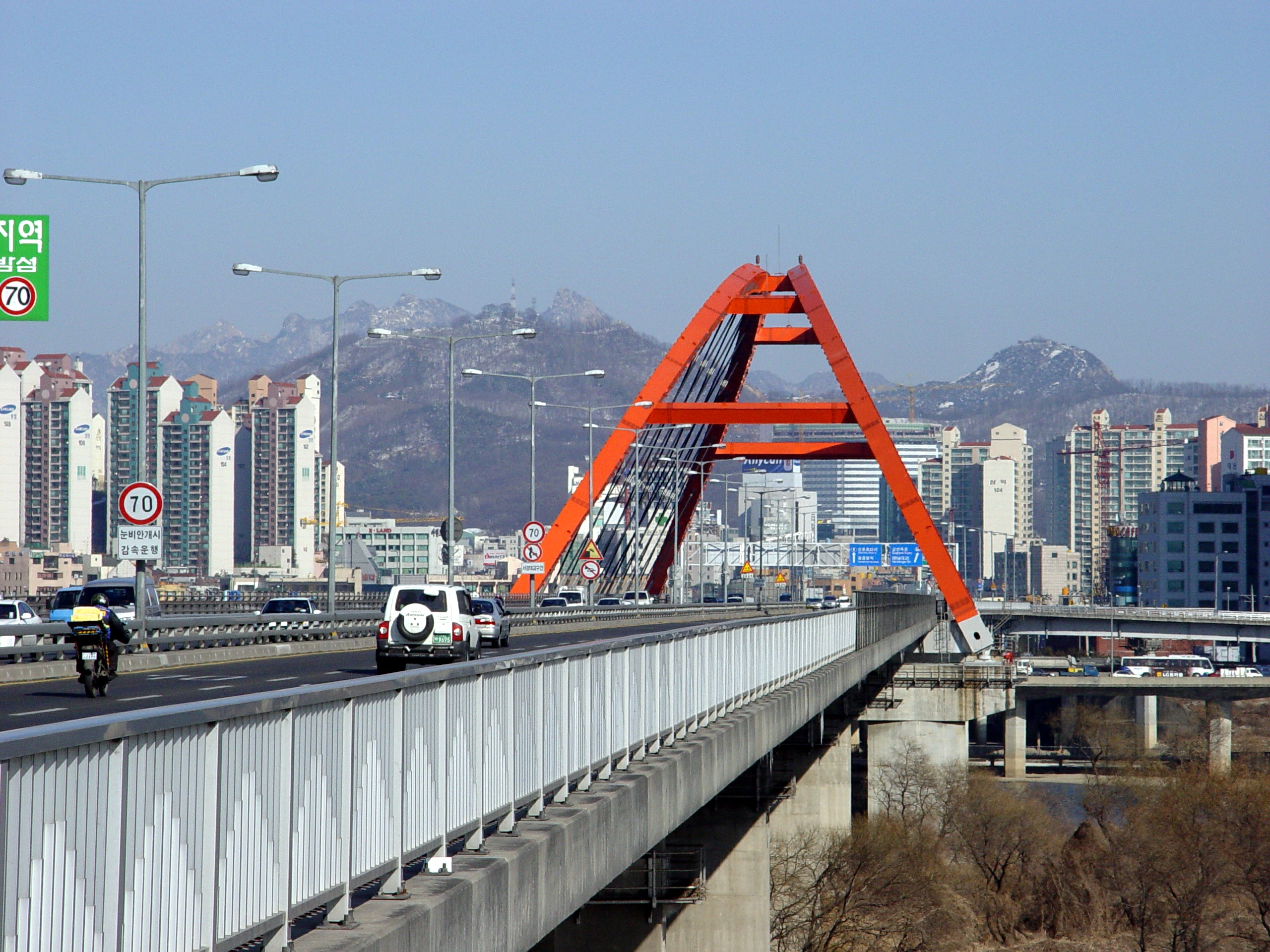
서강대교와 뒤로 보이는 북악산, 그 아래로 밤섬이 보인다.
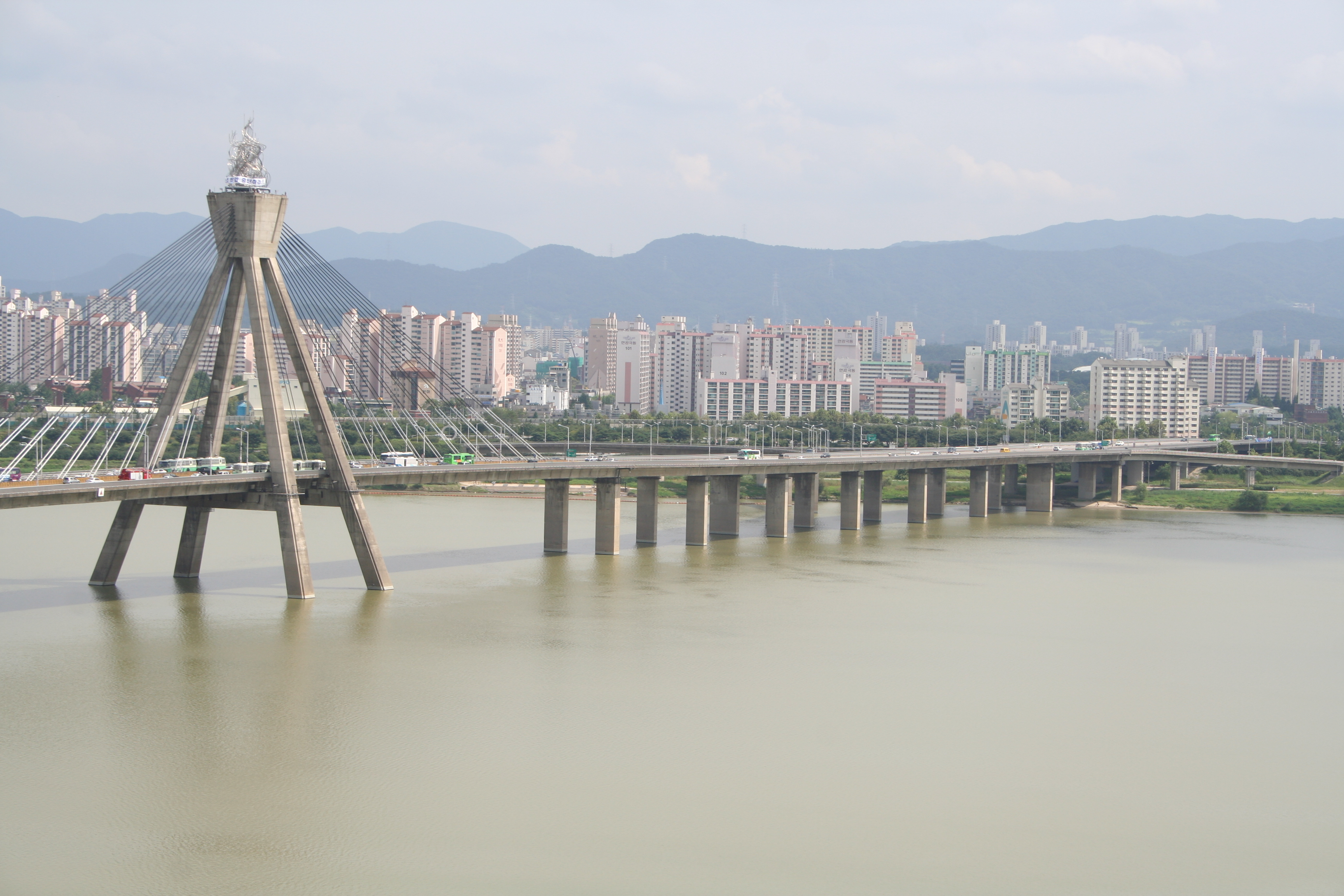
올림픽대교의 모습
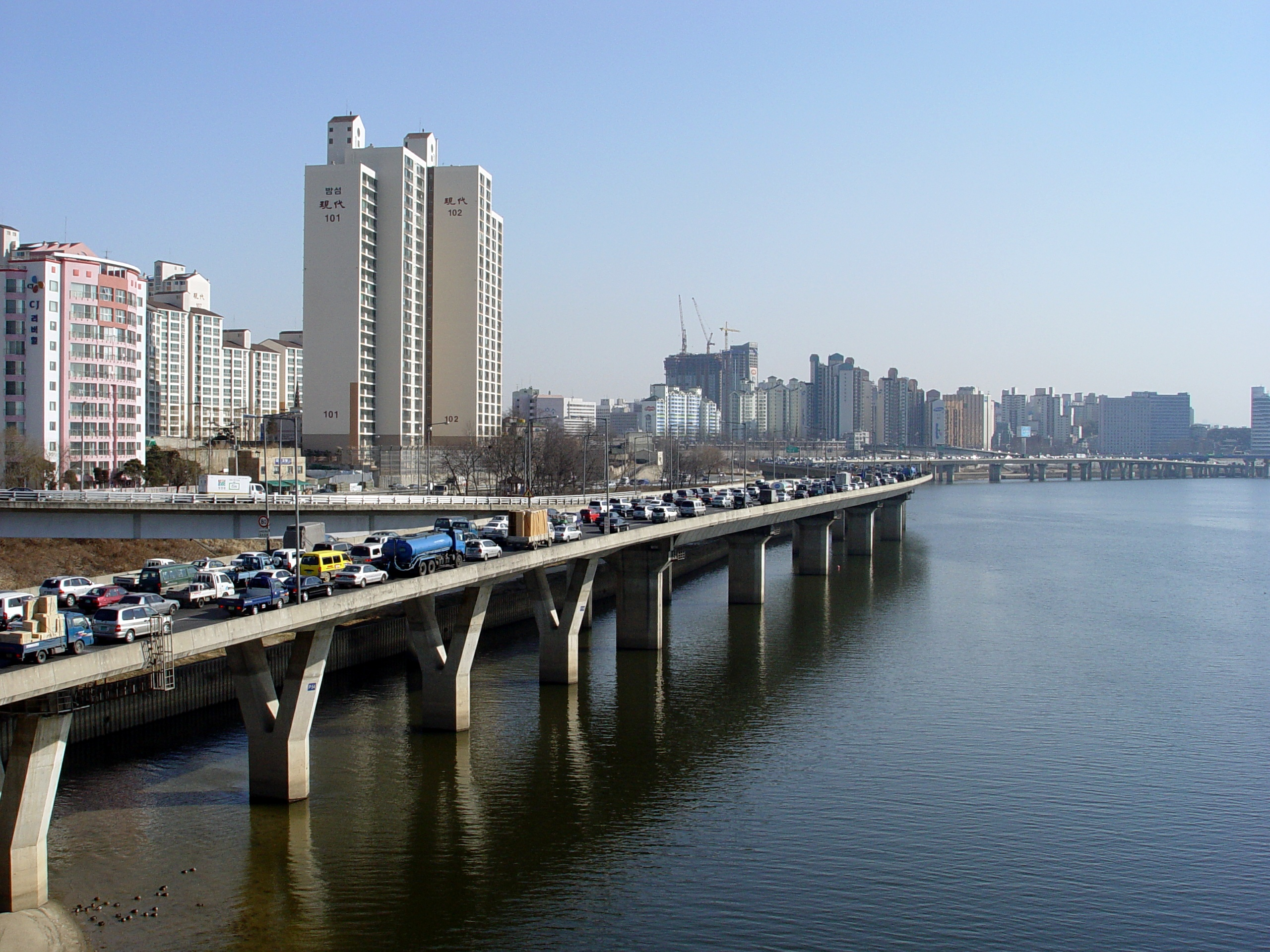
서강대교 북단에서 동쪽으로 바라본 한강의 모습
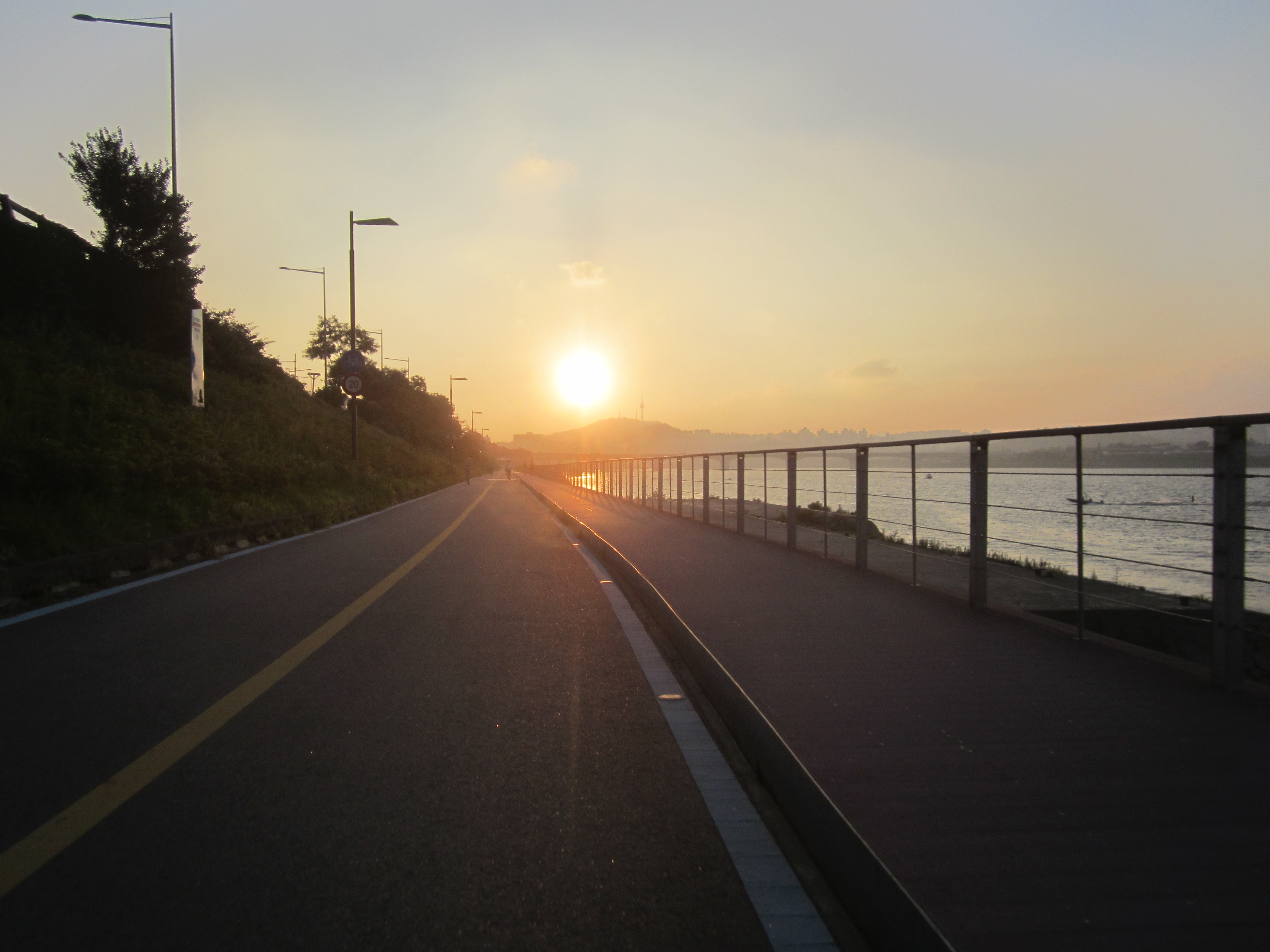
한강의 자전거도로
망원한강치안센터
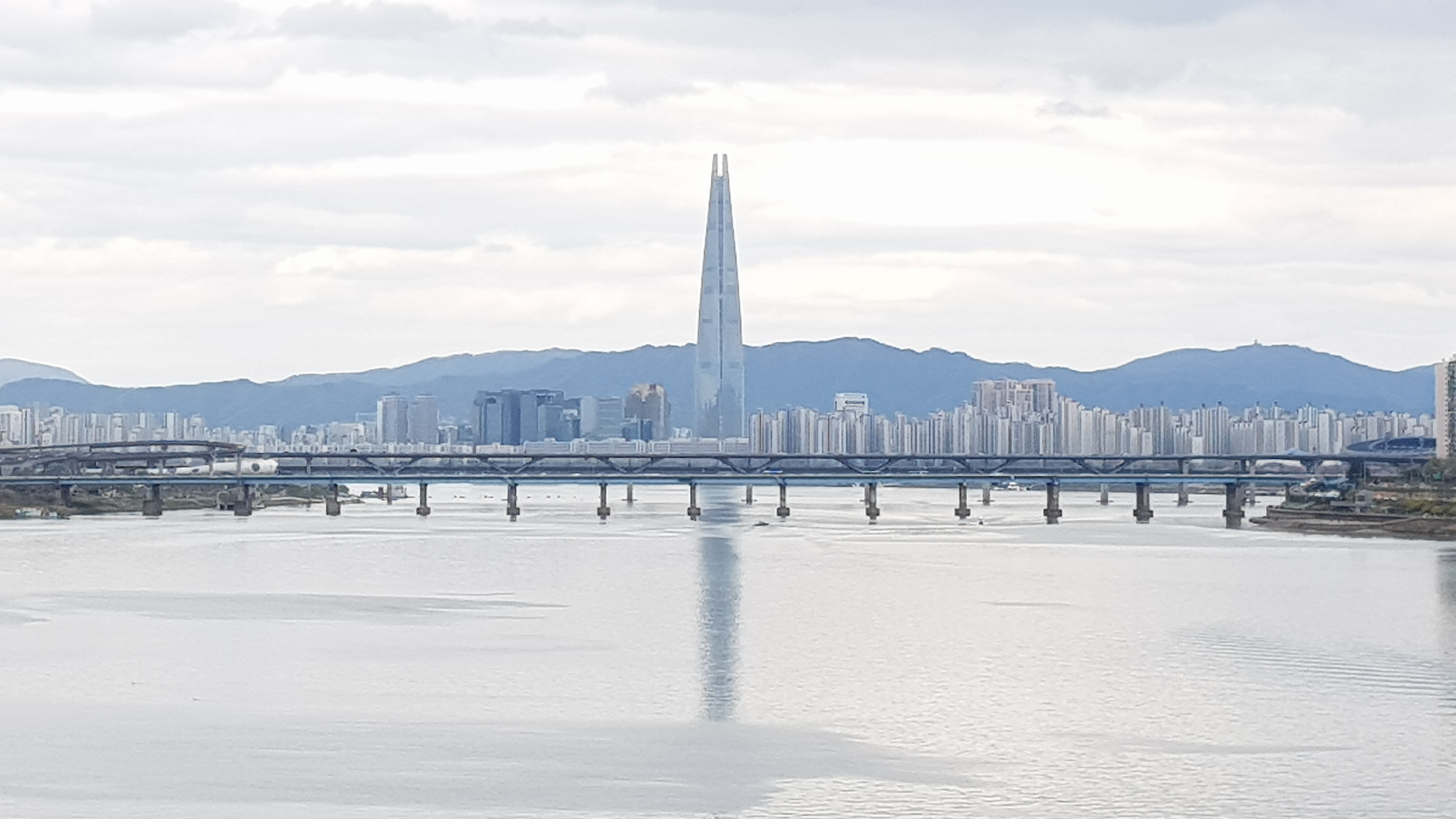
한강과 롯데월드타워의 모습
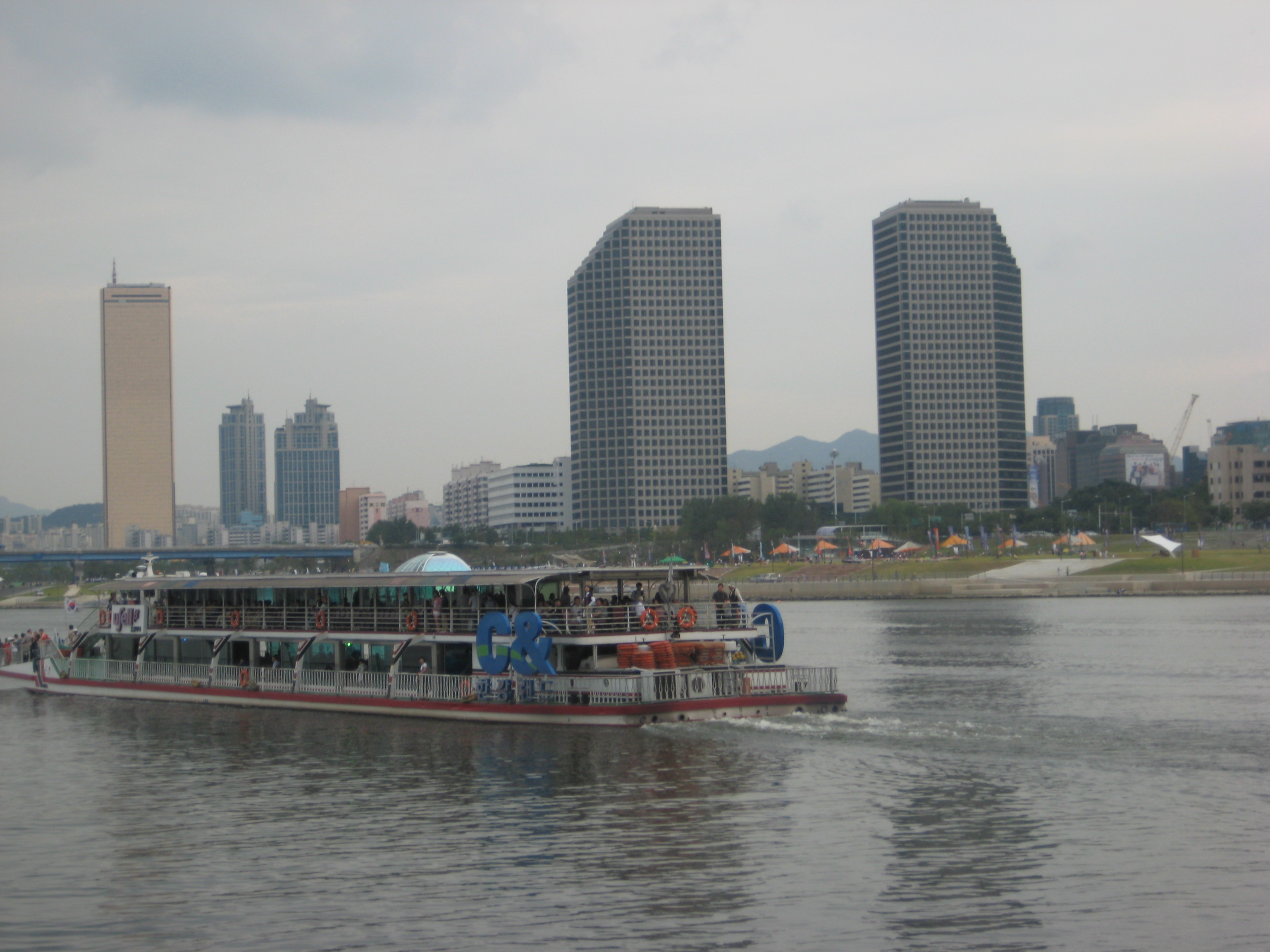
한강을 다니는 유람선과 63빌딩, LG트윈타워의 모습
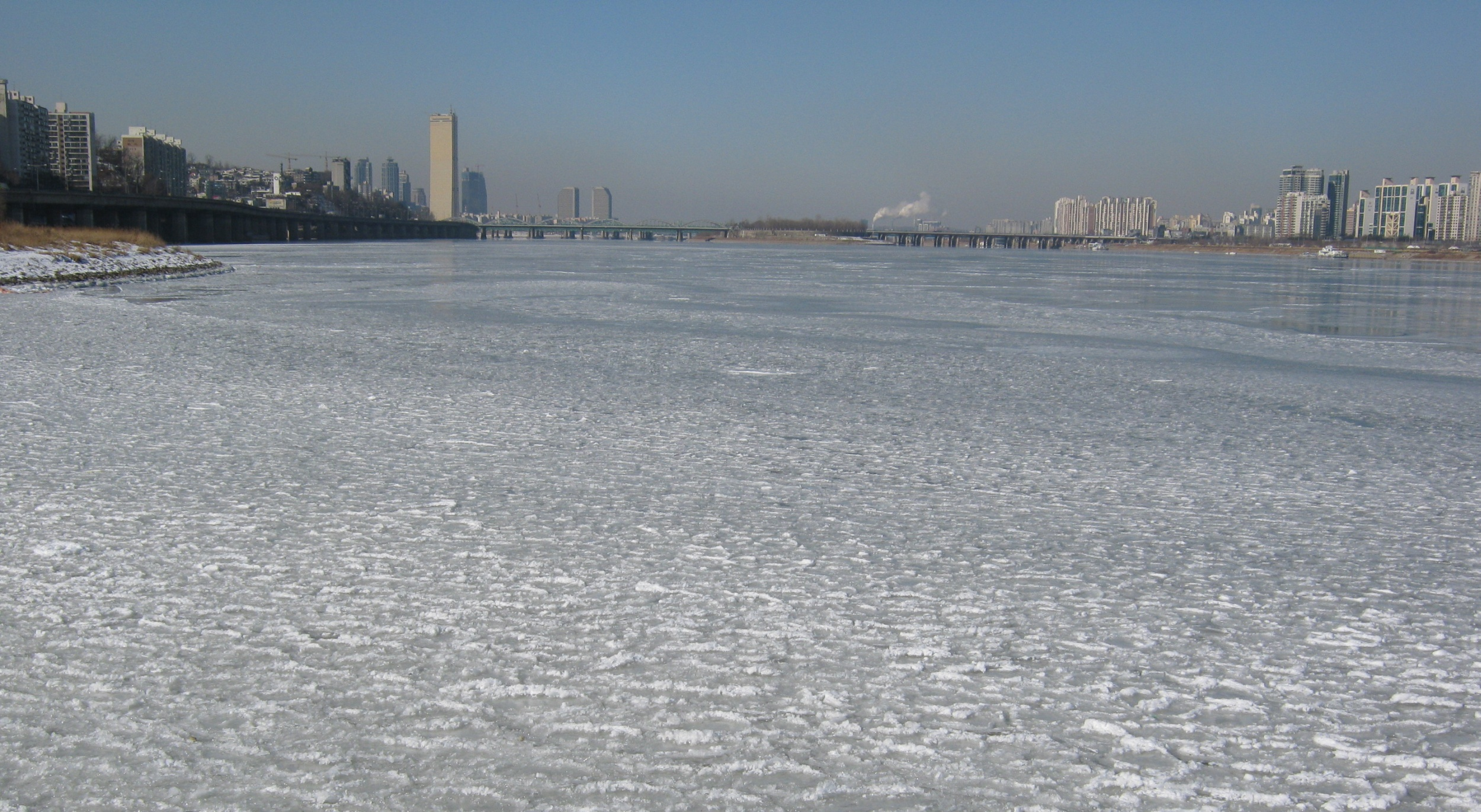
한강이 얼어붙은 모습

## 파노라마

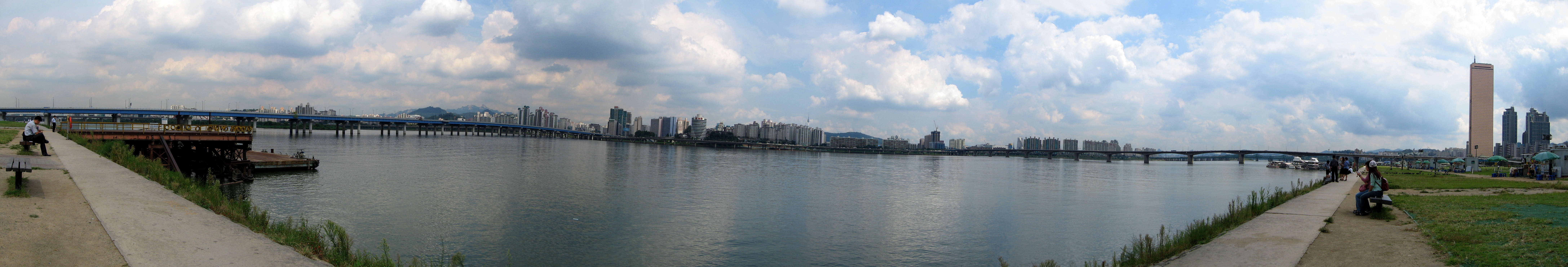
한강의 파노라마 사진

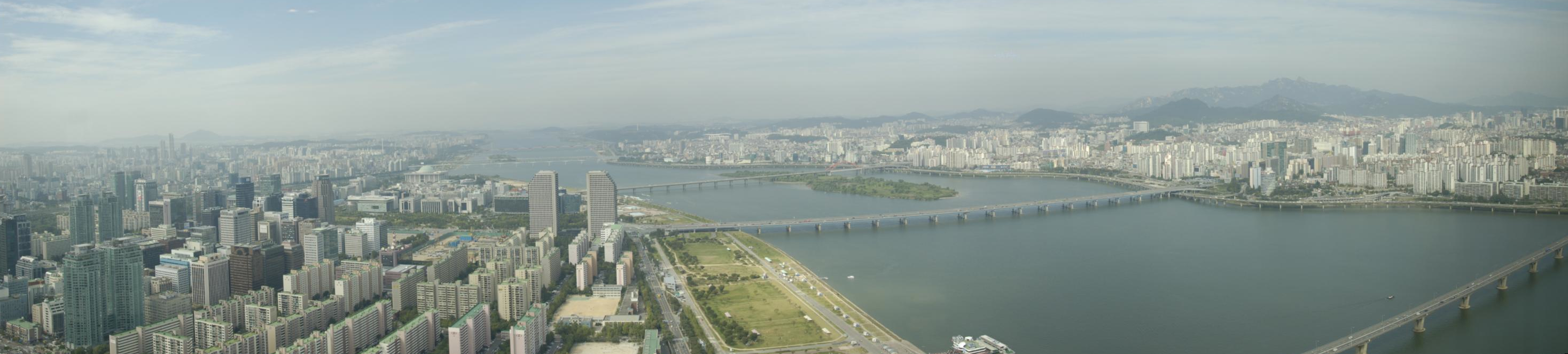
63빌딩에서 본 한강의 파노라마 사진

## 관련 작품

### 드라마
- 아스팔트 사나이 (1995년)
- 신이라 불리운 사나이 (2010년)
- 국가가 부른다 (2010년)
- 자이언트 (2010년)
- 황금의 제국 (2013년)

### 영화
- 괴물 (2006년)
- 김씨 표류기 (2009년)

## 같이 보기
- 한강의 기적
- 도시계획
- 경인 아라뱃길